# Alessandria Unione Sportiva 1931-1932
Questa voce raccoglie le informazioni riguardanti l'Alessandria Unione Sportiva nelle competizioni ufficiali della stagione 1931-1932.

## Stagione
Dopo un campionato al di sotto delle aspettative a causa della perdita di tasselli importanti, l'Alessandria seppe reagire a nuovi addii di giocatori che negli anni venti avevano contribuito a scrivere pagine luminose della sua storia chiudendo il competitivo torneo 1931-1932 al sesto posto, alla pari con l'Ambrosiana-Inter.
Le importanti partenze di Bertolini, che raggiunse Carcano e Ferrari alla Juventus, e Banchero II andarono a sommarsi agli addii dei difensori Costa e Lauro, giunti al crepuscolo della loro carriera. La carenza di uomini in retroguardia spinse il nuovo allenatore Karl Stürmer a utilizzare un gioco offensivo che diede alla lunga risultati positivi grazie all'apporto alla causa dei giovani Giuseppe Cornara e Alfredo Notti, rientrati ad Alessandria dopo le gavette nel Taranto e nel Genova 1893, e del jolly Libero Marchina, schierato in attacco (segnò 21 reti conquistando il terzo posto generale in classifica marcatori). La squadra nei primi mesi del 1932 riuscì a recuperare e a portare a termine un campionato tra i migliori della storia dell'Alessandria in massima serie.

## Divise
| 1ª maglia |

## Organigramma societario
Area direttiva
- Presidente: Ladislao Rocca, poi Carlo Uggè
- Vicepresidenti: Giovanni Ronza e Otello Finzi, poi Otello Finzi e F. Rossi
- Consiglieri: Ottavio di S. Marzano, Gino Garavelli, Pietro Mignone, Oreste Omodeo e Carlo Uggé

Area organizzativa
- Segretario: Pietro Novelli
- Segretario amministrativo: G. Agosta
- Amministratore-cassiere: Gianni De Negri

Area tecnica
- Direttore sportivo: Amilcare Savojardo
- Allenatore: Karl Stürmer

Area sanitaria
- Responsabile: Otello Finzi
- Commissione sanitaria: Felice Diana e Federico Locatelli
- Massaggiatore: Domenico Assandro

## Rosa
| N. |                   | Ruolo | Calciatore                  |
| -- | ----------------- | ----- | --------------------------- |
|    | Italia (bandiera) | P     | Vittorio Mosele             |
|    | Italia (bandiera) | P     | Giuseppe Rapetti            |
|    | Italia (bandiera) | D     | Giuseppe Fenoglio           |
|    | Italia (bandiera) | D     | Umberto Lombardo            |
|    | Italia (bandiera) | D     | Ermanno Montanari           |
|    | Italia (bandiera) | C     | Edoardo Avalle              |
|    | Italia (bandiera) | C     | Oreste Barale               |
|    | Italia (bandiera) | C     | Michele Borelli             |
|    | Italia (bandiera) | C     | Gino Costenaro              |
|    | Italia (bandiera) | C     | Giuseppe Gandini (capitano) |
|    | Italia (bandiera) | C     | Giuseppe Grillo             |

| N. |                   | Ruolo | Calciatore        |
| -- | ----------------- | ----- | ----------------- |
|    | Italia (bandiera) | C     | Francesco Lingua  |
|    | Italia (bandiera) | C     | Giovanni Riccardi |
|    | Italia (bandiera) | A     | Renato Cattaneo   |
|    | Italia (bandiera) | A     | Carlo Chierico    |
|    | Italia (bandiera) | A     | Giuseppe Cornara  |
|    | Italia (bandiera) | A     | Luigi Grassano    |
|    | Italia (bandiera) | A     | Libero Marchina   |
|    | Italia (bandiera) | A     | Alfredo Notti     |
|    | Italia (bandiera) | A     | Osvaldo Perazzo   |
|    | Italia (bandiera) | A     | Cinzio Scagliotti |

## Risultati

### Serie A

#### Girone di andata
| Arbitro: | Caironi (Milano) |

|            |           |  |
| Ranelli 3’ | Marcatori |  |

| Arbitro: | Bertoli (Vicenza) |

|                        |           |                       |
| Notti 12’ Cattaneo 16’ | Marcatori | 10’ Esposto 15’ Patri |

| Arbitro: | Ciamberlini (Sampierdarena) |

|                  |           |             |
| Santagostino 62’ | Marcatori | 75’ Cornara |

| Arbitro: | Caironi (Milano) |

|  |           |                |
|  | Marcatori | 78’ Costantino |

| Arbitro: | Guarnieri (Milano) |

|             |           |              |
| Tansini 66’ | Marcatori | 72’ Cattaneo |

| Arbitro: | Turbiani (Ferrara) |

|                            |           |  |
| Notti 2’, 38’ Marchina 82’ | Marcatori |  |

| Arbitro: | Barlassina (Novara) |

|                                     |           |  |
| Ferrari 65’ Maglio 81’ Cesarini 90’ | Marcatori |  |

| Arbitro: | Gonani (Ravenna) |

|                                                      |           |  |
| Demaria 1’ Serantoni 4’ Visentin III 11’ Ferrero 64’ | Marcatori |  |

| Arbitro: | Rovida (Milano) |

|                                         |           |                                        |
| Cornara 20’, 71’ Notti 44’ Cattaneo 58’ | Marcatori | 30’ Seccatore 33’, 34’, 53’, 72’ Piola |

| Arbitro: | Lenti (Genova) |

|                   |           |             |
| Marchina 35’, 78’ | Marcatori | 28’ Demaría |

| Arbitro: | Barlassina (Novara) |

|                        |           |                        |
| Celoria 9’ Borel I 59’ | Marcatori | 64’ Notti 88’ Marchina |

| Arbitro: | Sassi (Roma) |

|                                              |           |  |
| Scagliotti 31’ Cornara 42’, 75’ Cattaneo 67’ | Marcatori |  |

| Arbitro: | Pessato (Monfalcone) |

|                     |           |                     |
| Conti 57’ Rossi 66’ | Marcatori | 85’ (rig.) Cattaneo |

| Arbitro: | Mazzarini (Roma) |

|                |           |  |
| Scagliotti 44’ | Marcatori |  |

| Arbitro: | Pessato (Monfalcone) |

|                               |           |              |
| Sansone 40’ Schiavio 46’, 73’ | Marcatori | 15’ Cattaneo |

| Arbitro: | Lenti (Genova) |

|                                                           |           |  |
| Scagliotti 10’ Marchina 38’ Cattaneo 41’, 69’ Cornara 43’ | Marcatori |  |

| Arbitro: | Caironi (Milano) |

|                |           |                                         |
| Giudicelli 68’ | Marcatori | 43’ Marchina 59’ Scagliotti 83’ Perazzo |

#### Girone di ritorno
| Arbitro: | Gama (Milano) |

|                                         |           |                         |
| Perazzo 47’ Scagliotti 56’ Cattaneo 68’ | Marcatori | 4’ Ranelli 60’ Baiguera |

| Arbitro: | Guarnieri (Milano) |

|                 |           |                             |
| Casanova II 24’ | Marcatori | 26’ Marchina 53’ Scagliotti |

| Arbitro: | Bertoli (Vicenza) |

|                          |           |              |
| Marchina 24’ Borelli 60’ | Marcatori | 29’ Magnozzi |

| Arbitro: | Scarpi (Dolo) |

|                |           |                   |
| Bernardini 84’ | Marcatori | 13’, 15’ Marchina |

| Arbitro: | Gonani (Ravenna) |

|                                  |           |               |
| Scagliotti 20’, 28’ Marchina 29’ | Marcatori | 47’ Sallustro |

| Arbitro: | Bertoli (Vicenza) |

|             |           |  |
| Rossini 38’ | Marcatori |  |

| Arbitro: | Caironi (Milano) |

|                  |           |                                |
| Cattaneo 9’, 17’ | Marcatori | 15’, 27’ Munerati 75’ Vecchina |

| Arbitro: | Turbiani (Ferrara) |

|                        |           |             |
| Marchina 9’ Avalle 88’ | Marcatori | 52’ Demaria |

| Arbitro: | Melandri (Cairo Montenotte) |

|                 |           |             |
| Ferraris II 66’ | Marcatori | 20’ Cornara |

| Arbitro: | Gonani (Ravenna) |

|                           |           |                           |
| Demaría 24’ Fantoni I 28’ | Marcatori | 79’ Cattaneo 81’ Marchina |

| Arbitro: | Gonani (Ravenna) |

|              |           |                                       |
| Marchina 55’ | Marcatori | 1’ Bosso 28’, 44’ Gardini 61’ Borel I |

| Arbitro: | Guarnieri (Milano) |

|             |           |                                              |
| Palumbo 70’ | Marcatori | 30’, 63’ Marchina 45’ Borelli 83’ Scagliotti |

| Arbitro: | Mazzarini (Roma) |

|                                            |           |                   |
| Notti 25’, 50’ Marchina 33’, 39’, 51’, 80’ | Marcatori | 86’ (rig.) Stella |

| Arbitro: | Biancone (Roma) |

|  |           |                |
|  | Marcatori | 65’ Scagliotti |

| Arbitro: | Guarnieri (Milano) |

|                                  |           |                             |
| Grillo 28’ Cornara 57’ Notti 60’ | Marcatori | 1’ Schiavio 85’, 86’ Ottani |

| Arbitro: | Melandri (Cairo Montenotte) |

|                    |           |           |
| Carnevali 45’, 66’ | Marcatori | 47’ Notti |

| Arbitro: | Giulini (Milano) |

|              |           |             |
| Marchina 65’ | Marcatori | 68’ Bertolo |

## Statistiche

### Statistiche di squadra
| Competizione | Punti | In casa | In casa | In casa | In casa | In casa | In casa | In trasferta | In trasferta | In trasferta | In trasferta | In trasferta | In trasferta | Totale | Totale | Totale | Totale | Totale | Totale | DR  |
| Competizione | Punti | G       | V       | N       | P       | Gf      | Gs      | G            | V            | N            | P            | Gf           | Gs           | G      | V      | N      | P      | Gf     | Gs     | DR  |
| ------------ | ----- | ------- | ------- | ------- | ------- | ------- | ------- | ------------ | ------------ | ------------ | ------------ | ------------ | ------------ | ------ | ------ | ------ | ------ | ------ | ------ | --- |
| Serie A      | 38    | 17      | 10      | 3       | 4       | 44      | 26      | 17           | 5            | 5            | 7            | 22           | 27           | 34     | 15     | 8      | 11     | 66     | 53     | +13 |

### Statistiche dei giocatori
| Giocatore     | Serie A  | Serie A |
| Giocatore     | Presenze | Reti    |
| ------------- | -------- | ------- |
| E. Avalle     | 26       | 1       |
| O. Barale     | 21       | 0       |
| M. Borelli    | 31       | 2       |
| R. Cattaneo   | 32       | 12      |
| C. Chierico   | 1        | 0       |
| G. Cornara    | 24       | 8       |
| G. Costenaro  | 26       | 0       |
| G. Fenoglio   | 33       | 0       |
| G. Gandini    | 11       | 0       |
| L. Grassano   | 1        | 0       |
| G. Grillo     | 7        | 1       |
| F. Lingua     | 2        | 0       |
| U. Lombardo   | 28       | 0       |
| L. Marchina   | 30       | 21      |
| E. Montanari  | 1        | 0       |
| V. Mosele     | 33       | -51     |
| A. Notti      | 23       | 9       |
| O. Perazzo    | 11       | 2       |
| G. Rapetti    | 1        | -2      |
| G. Riccardi   | 4        | 0       |
| C. Scagliotti | 28       | 10      |